# Tritonia (animal)

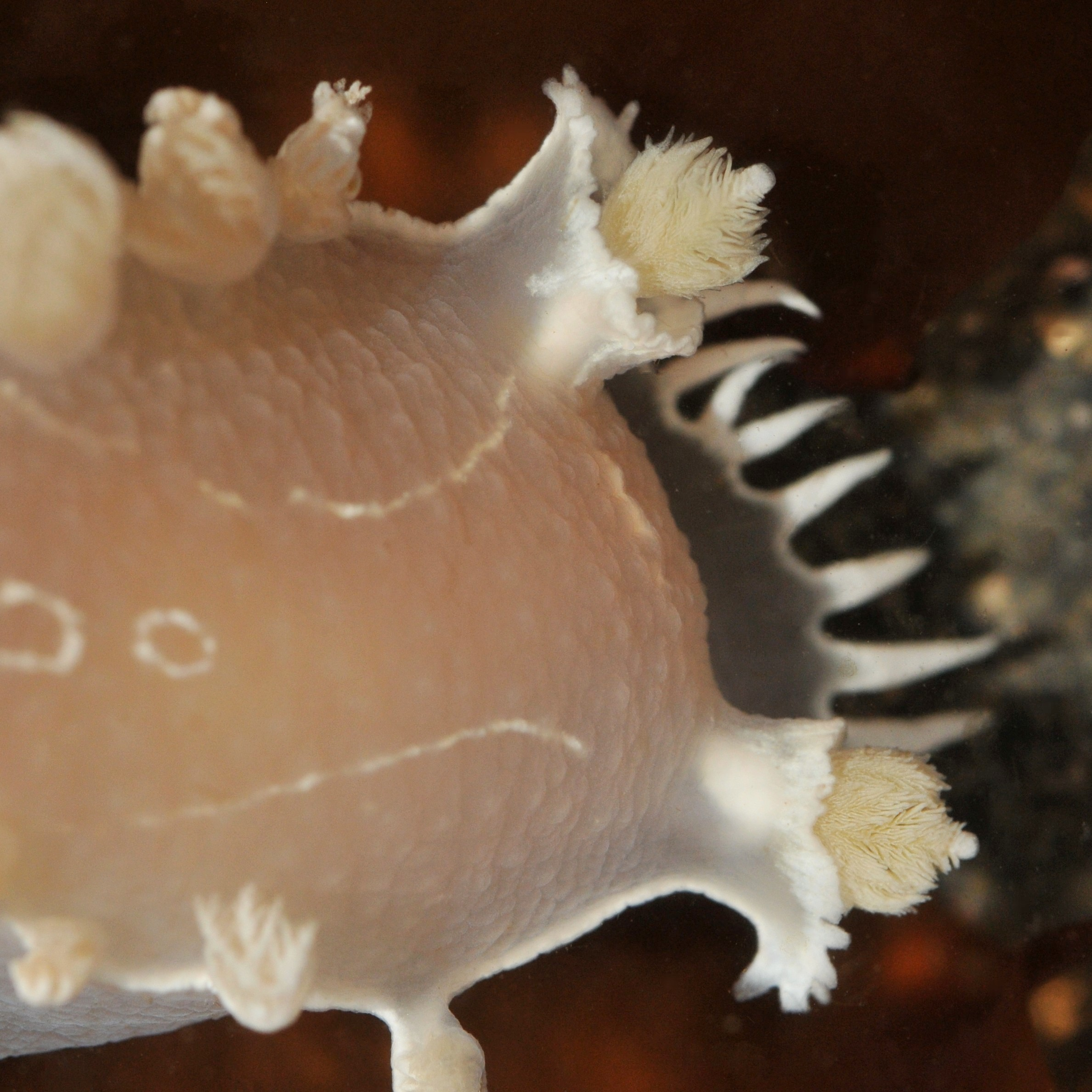
Vista de rinóforos y tentáculos orales de T. festiva

Tritonia es un género de moluscos nudibranquios de la familia Tritoniidae.
Tritonia diomedea, recientemente reclasificada como sinonimia de Tochuina tetraquetra, es una especie que ha sido empleada extensamente en estudios de neurociencias, debido al gran tamaño de sus neuronas, hasta 800 micras, y a la variedad de comportamientos estudiables a través de ellas.

## Morfología
El notum, o manto, puede ser liso, o recubierto, parcial o totalmente, de papillae o tubérculos. El margen anterior de la cabeza se expande formando un velo oral, entero o lobulado, con tentáculos sensoriales, cuyo número oscila entre 4 y 40, según la especie. Los rinóforos, u órganos sensoriales, son palmeados y retráctiles. Las branquias están bien desarrolladas y dispuestas en hilera a cada lado del manto. Los dientes raquídeos son tricúspides; los dientes interiores laterales son ganchudos. Carecen de placas quitinosas en el estómago.

## Reproducción
Son ovíparos y hermafroditas triáulicos, que cuentan con dos aberturas genitales femeninas separadas: oviducto y vagina, y un pene masculino.
Aunque son hermafroditas no pueden autofecundarse, por lo que necesitan, al menos, de otro individuo para procrear. 
Los huevos eclosionan larvas velígeras planctotróficas, que se alimentan del plancton. Posteriormente se metamorfosean a la forma adulta, y comienzan a comer a los 5 días de la metamorfosis, nadan a los 60 días, copulan alrededor de los 272 días y ovopositan alrededor de los 277 días.

## Alimentación
Son predadores carnívoros, alimentándose principalmente de gorgonias, como Verrucella aurantia, Eunicella singularis, Eunicella verrucosa, Lophogorgia ceratophyta o Lophogorgia chilensis; corales blandos como Alcyonium rudyi, Alcyonium siderium, Alcyonium digitatum y Gersemia rubiformis, o plumas de mar como Ptilosarcus gurneyi.

## Hábitat y distribución
Estas pequeñas babosas marinas se distribuyen por los océanos Atlántico, incluido el Mediterráneo, Índico, Pacífico y Antártico.
Habitan aguas templadas y tropicales, en un rango de profundidad entre 0 y 3.213 m, y en un rango de temperatura entre -1.29 y 24.32 °C.

## Especies
El Registro Mundial de Especies Marinas reconoce las siguientes especies válidas en el género Tritonia:
| - Tritonia australis (Bergh, 1898) - Tritonia bayeri Ev. Marcus & Er. Marcus, 1967 - Tritonia bollandi V. G. Smith & Gosliner, 2003 - Tritonia challengeriana Bergh, 1884 - Tritonia coralliumrubri Doneddu, Sacco & Trainito, 2014 - Tritonia dantarti Ballesteros & Avila, 2006 - Tritonia episcopalis Bouchet, 1977 - Tritonia festiva (Stearns, 1873) - Tritonia flemingi (Powell, 1937) - Tritonia griegi Odhner, 1922 - Tritonia hamnerorum Gosliner & Ghiselin, 1987 - Tritonia hombergii Cuvier, 1803 - Tritonia incerta Bergh, 1904 - Tritonia indecora Bergh, 1907 - Tritonia ingolfiana (Bergh, 1899) - Tritonia khaleesi Silva, Azevedo & Matthews-Cascon, 2014 | - Tritonia lineata Alder & Hancock, 1848 - Tritonia manicata Deshayes, 1853 - Tritonia myrakeenae Bertsch & Mozqueira, 1986 - Tritonia nigromaculata Roginskaya, 1984 - Tritonia nilsodhneri Marcus Ev., 1983 - Tritonia odhneri Er. Marcus, 1959 - Tritonia olivacea Bergh, 1905 - Tritonia pallida Stimpson, 1855 - Tritonia pickensi Marcus & Marcus, 1967 - Tritonia plebeia Johnston, 1828 - Tritonia poirieri (Mabille & Rochebrune, 1889) - Tritonia striata Haefelfinger, 1963 - Tritonia taliartensis Ortea & Moro, 2009 - Tritonia vorax (Odhner, 1926) - Tritonia wellsi Er. Marcus, 1961 |

## Galería

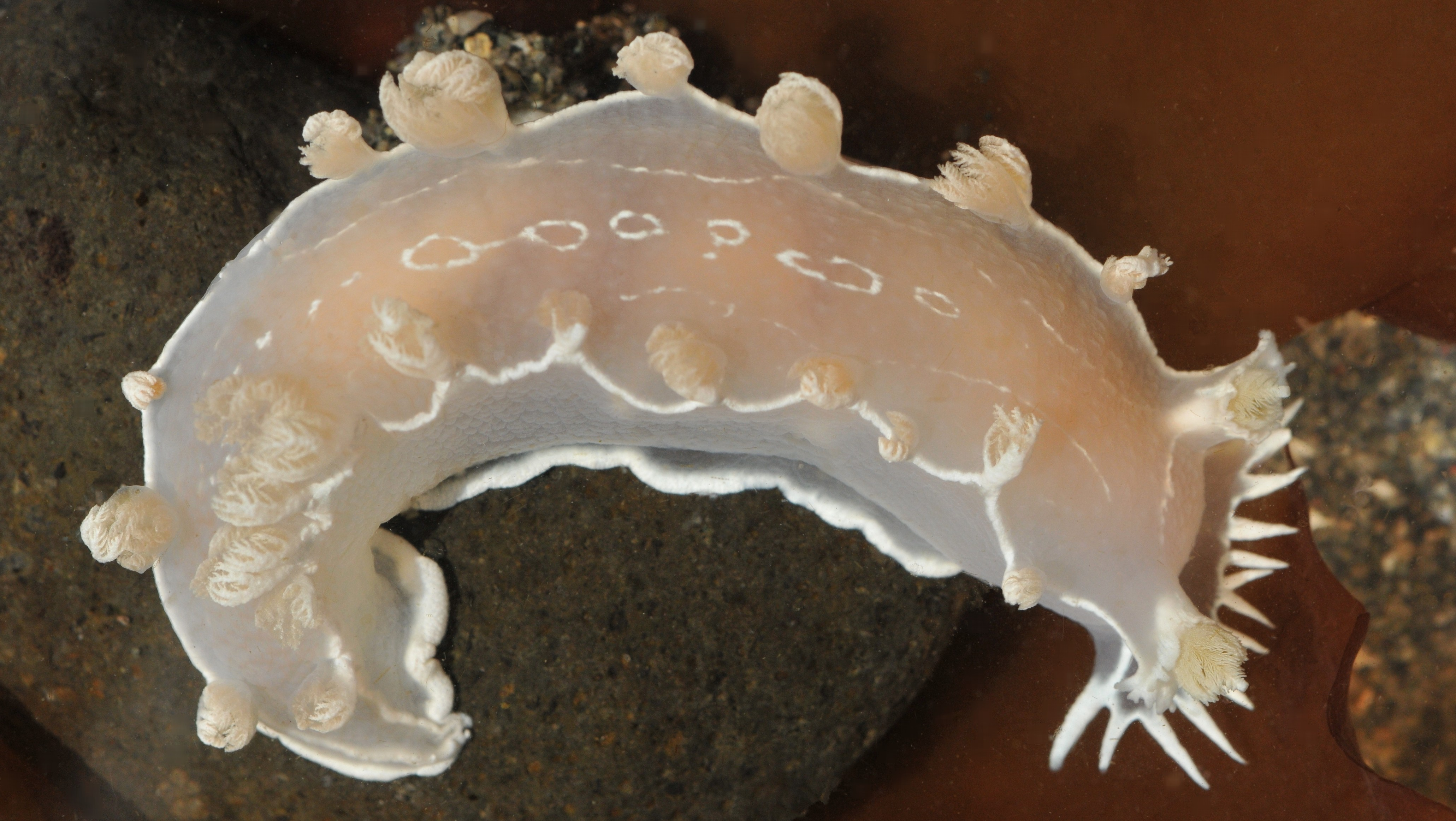
Tritonia festiva
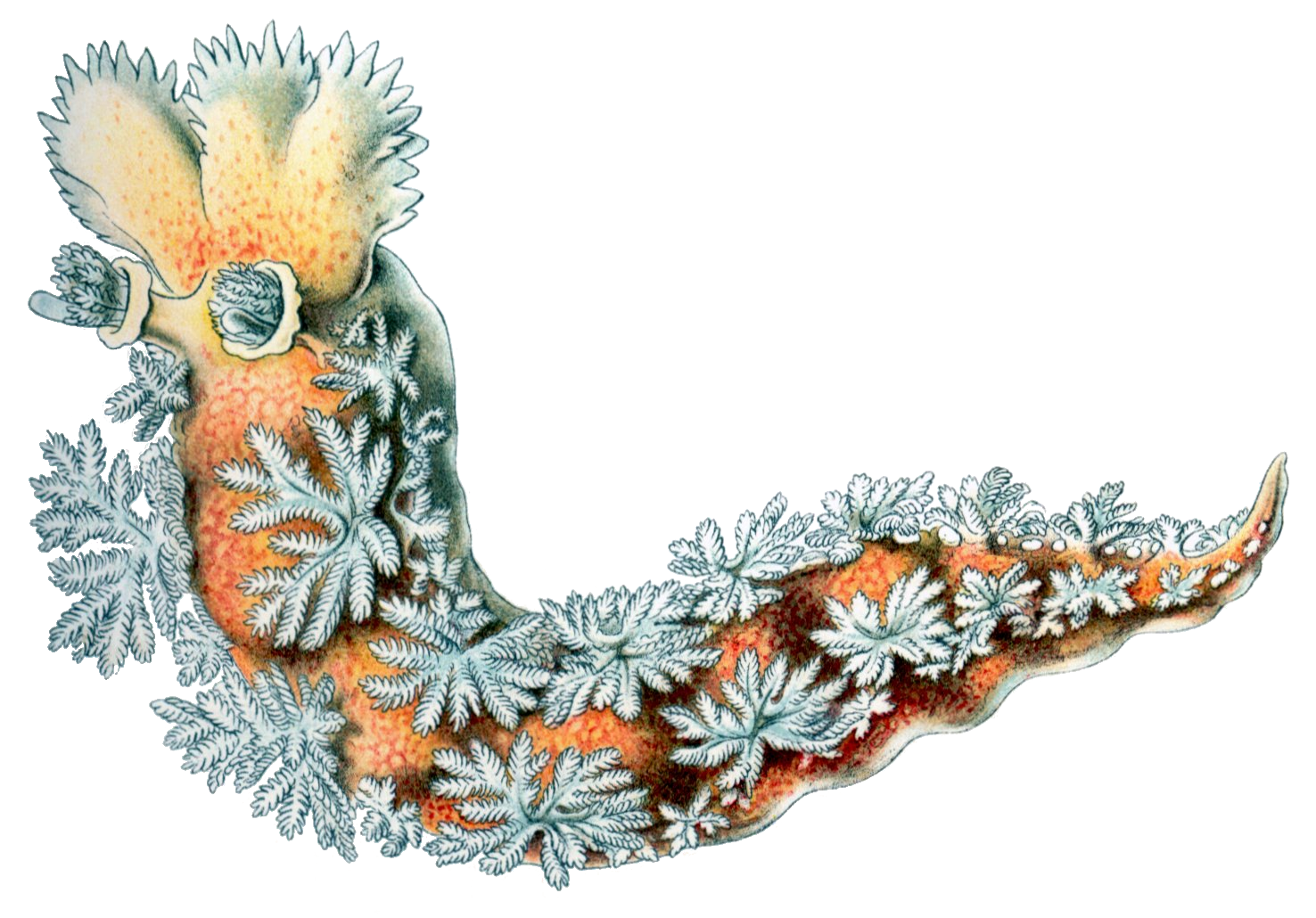
Tritonia hombergii
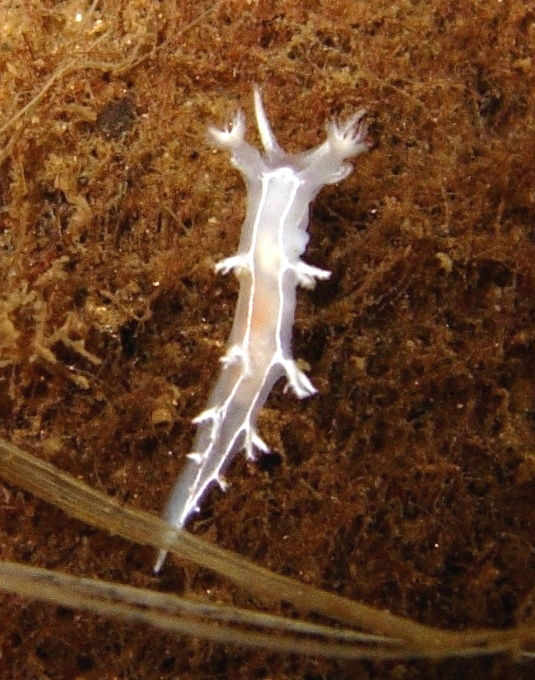
Tritonia lineata
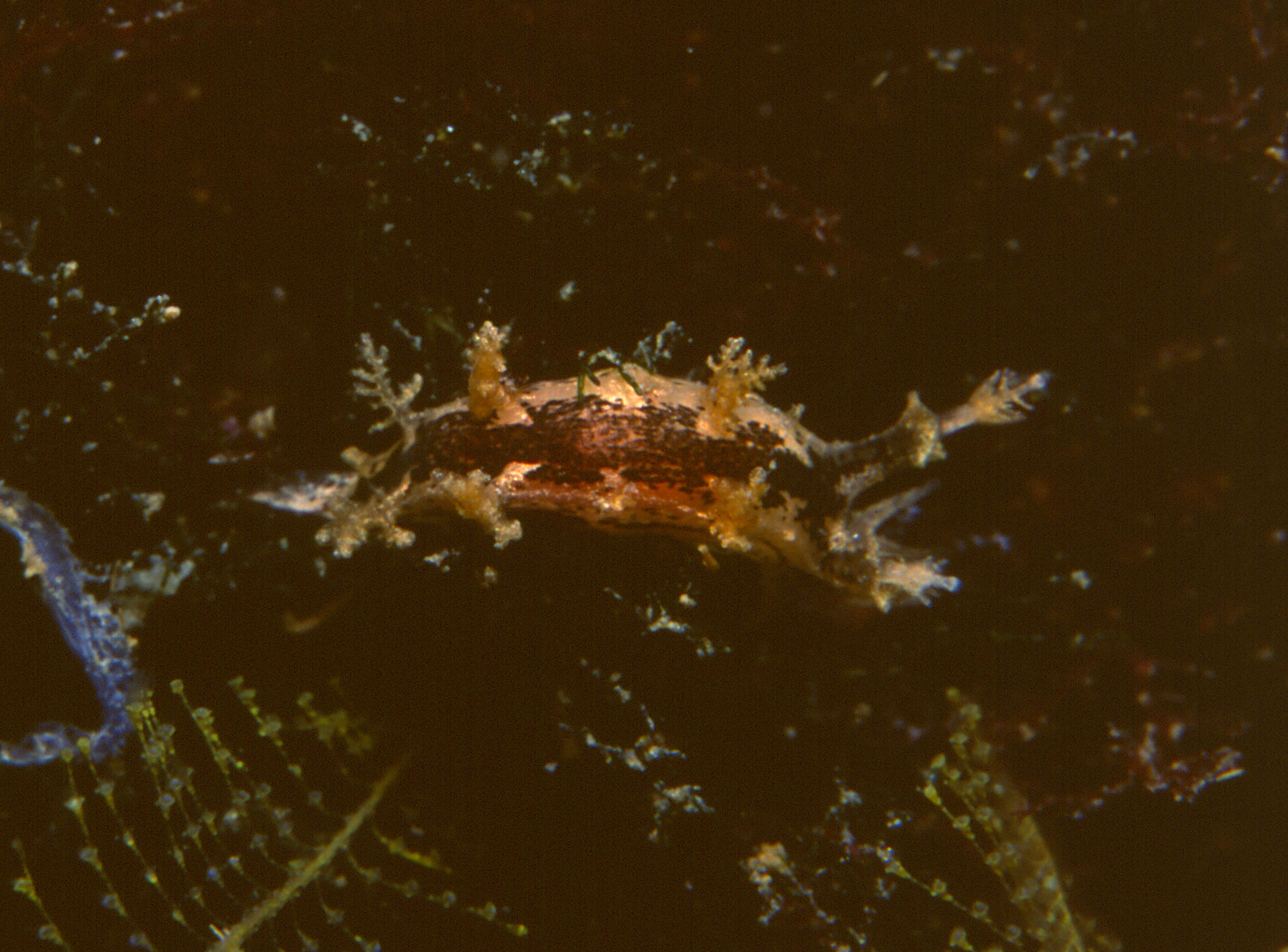
Tritonia manicata
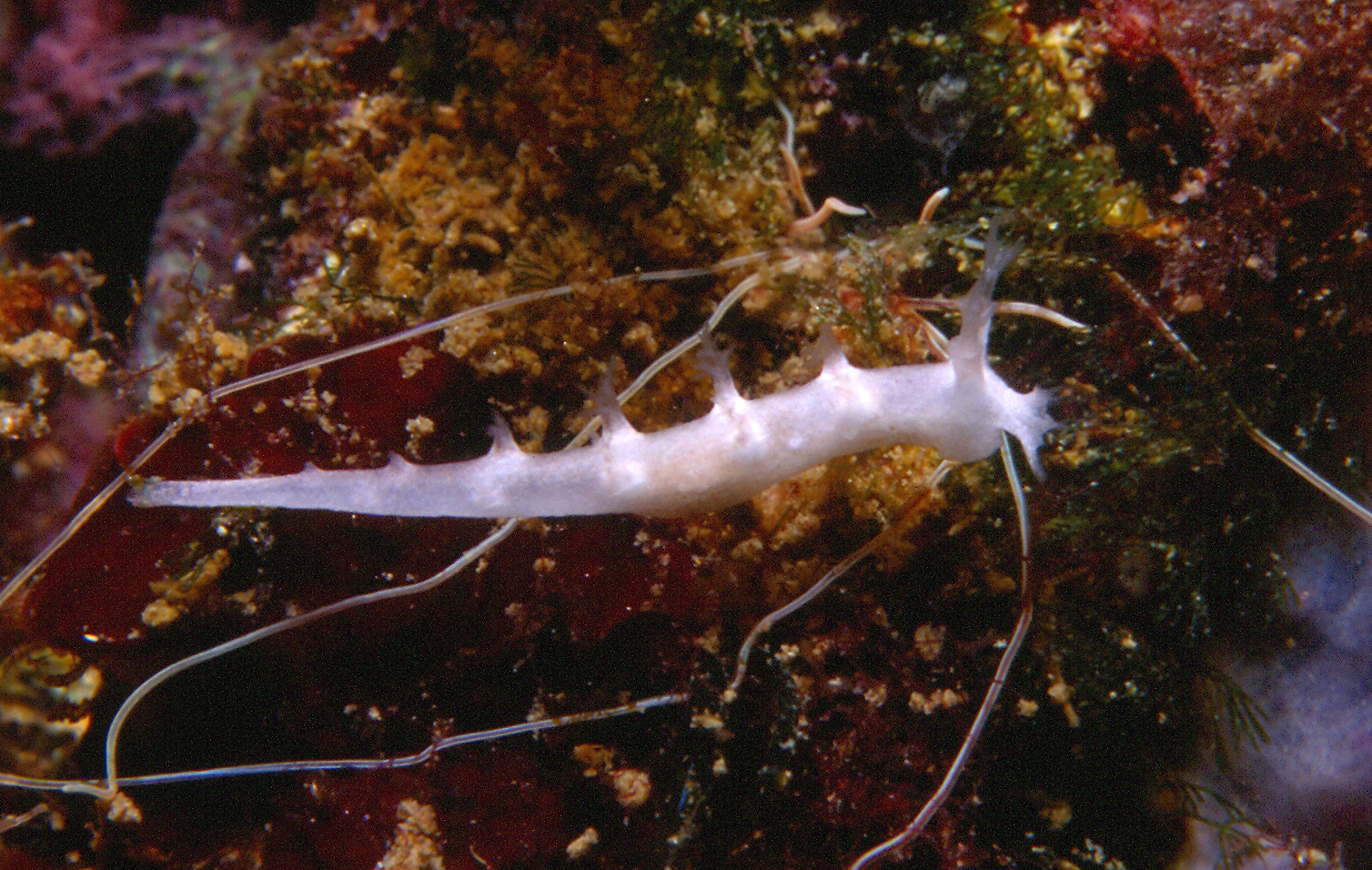
Tritonia nilsodhneri
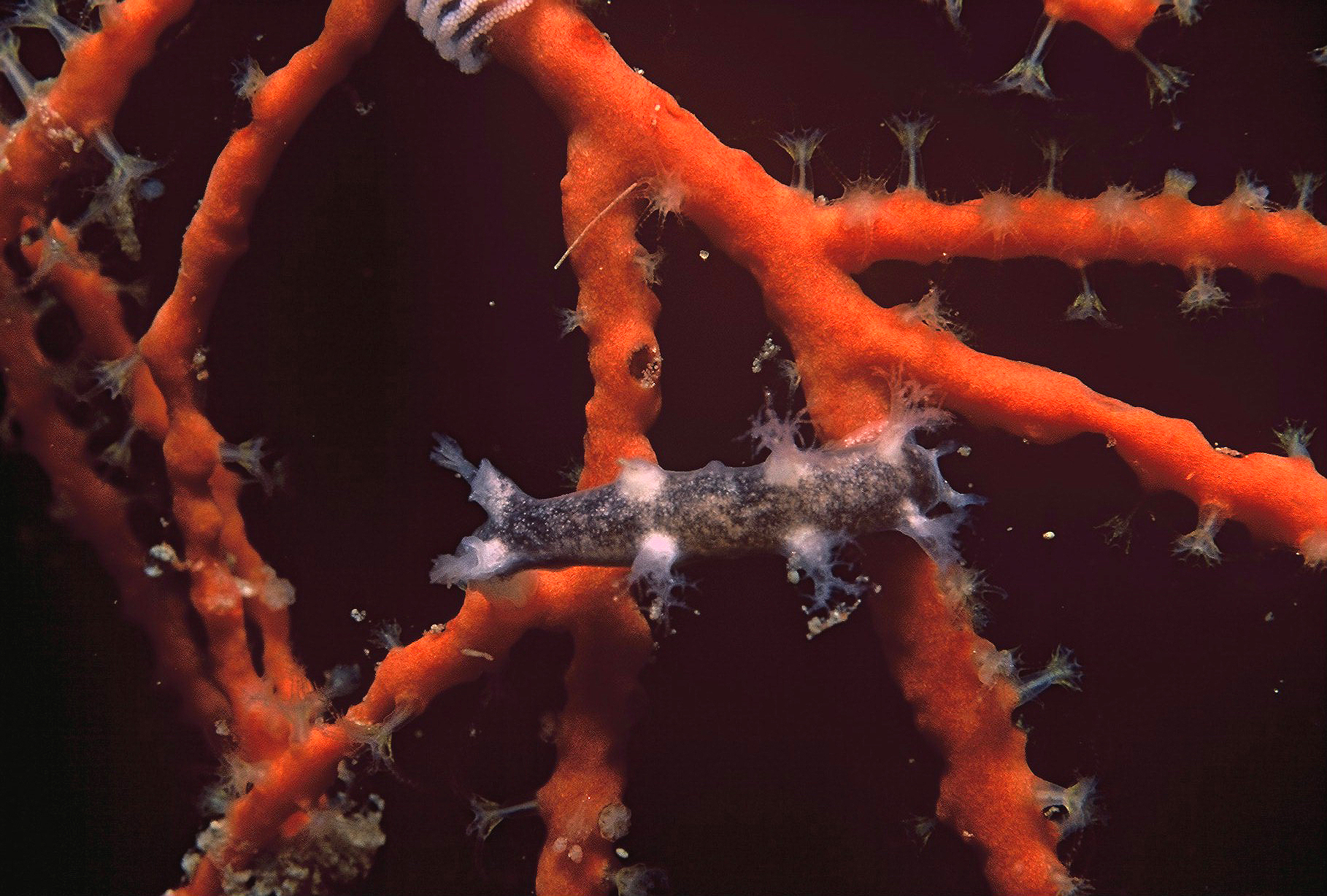
Tritonia plebeia
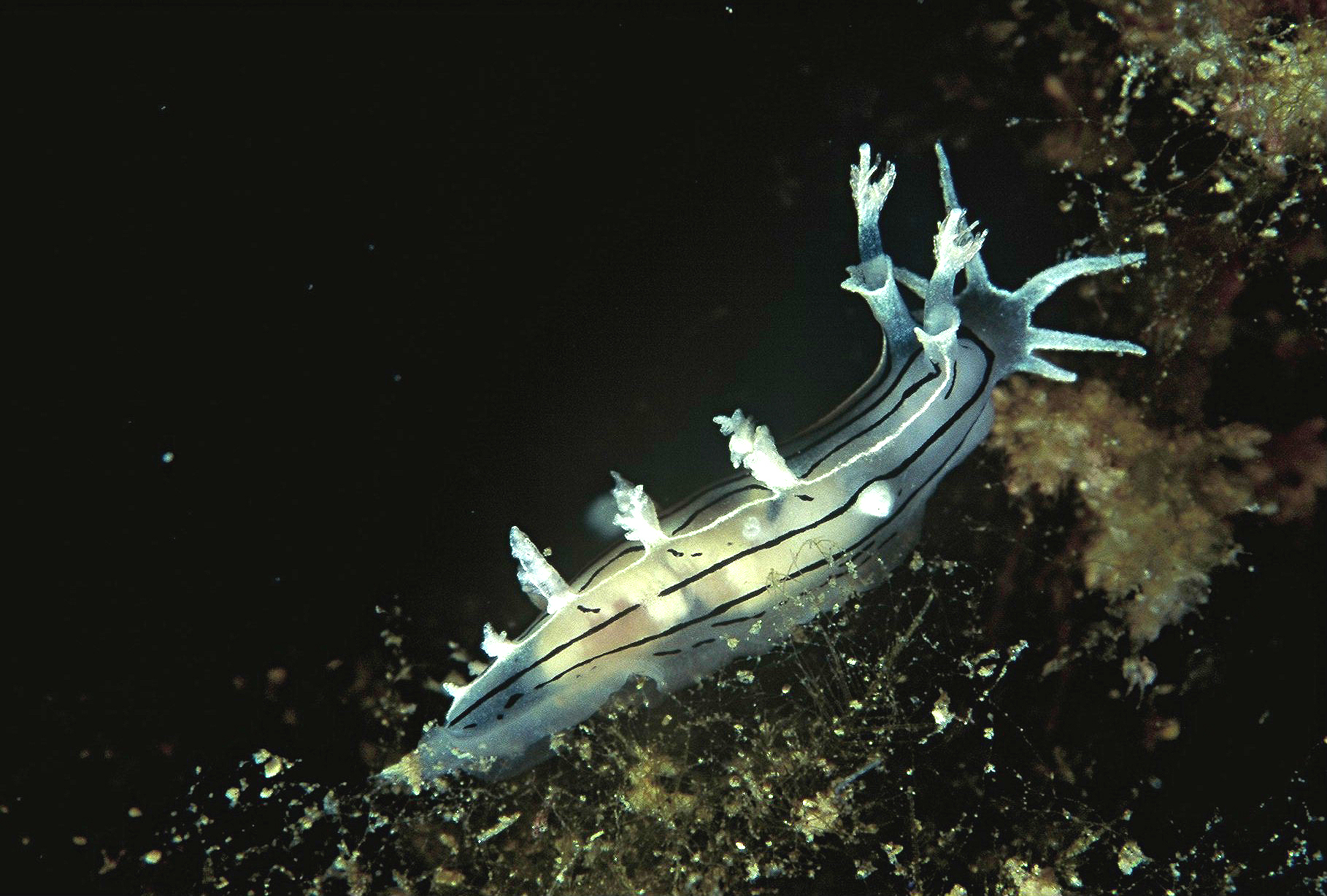
Tritonia striata
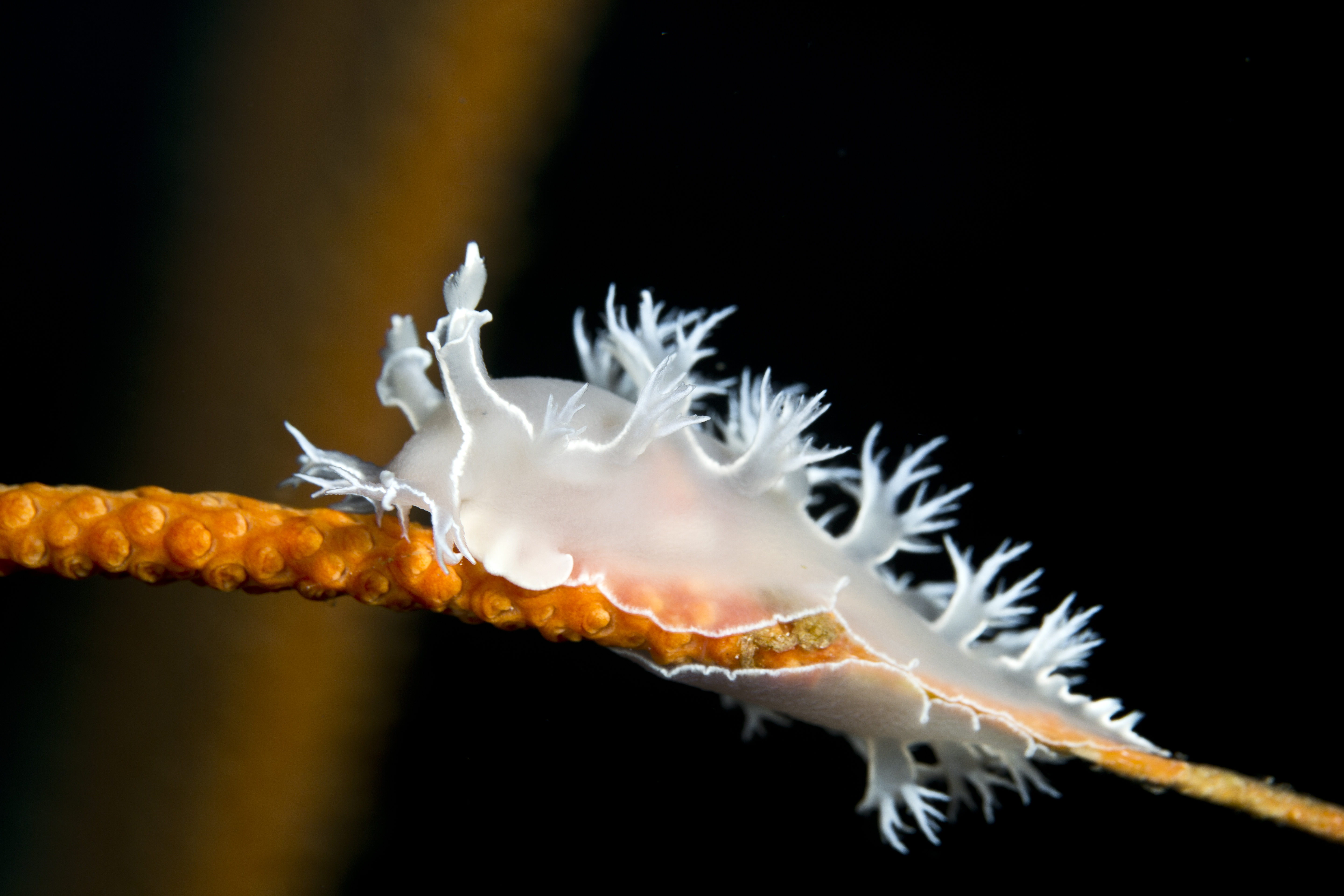
Tritonia sp, quizás T. bollandi
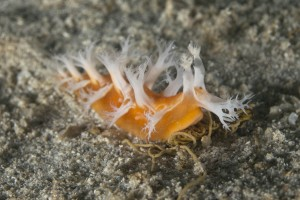
Tritonia sp
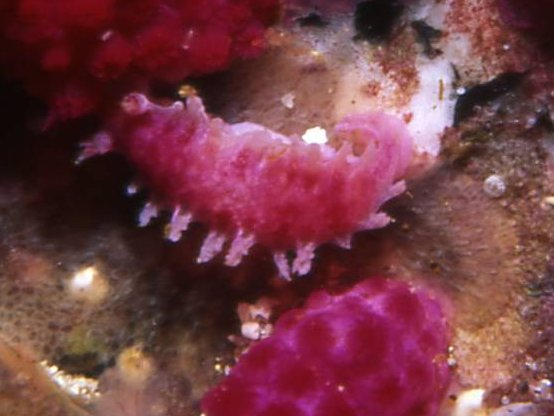
Tritonia sp
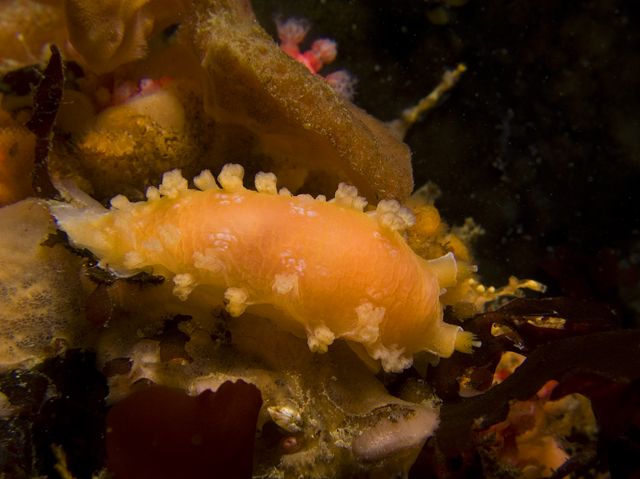
Tritonia sp

Especies cuyo nombre ha dejado de ser aceptado por sinonimia:

- Tritonia (Candiella) Gray, 1850 aceptada como Tritonia Cuvier, 1798
- Tritonia (Candiella) episcopalis Bouchet, 1977 aceptada como Tritonia episcopalis Bouchet, 1977
- Tritonia acuminata Costa A., 1840 aceptada como Marionia blainvillea (Risso, 1818)
- Tritonia alba Alder & Hancock, 1854 aceptada como Tritonia hombergii Cuvier, 1803

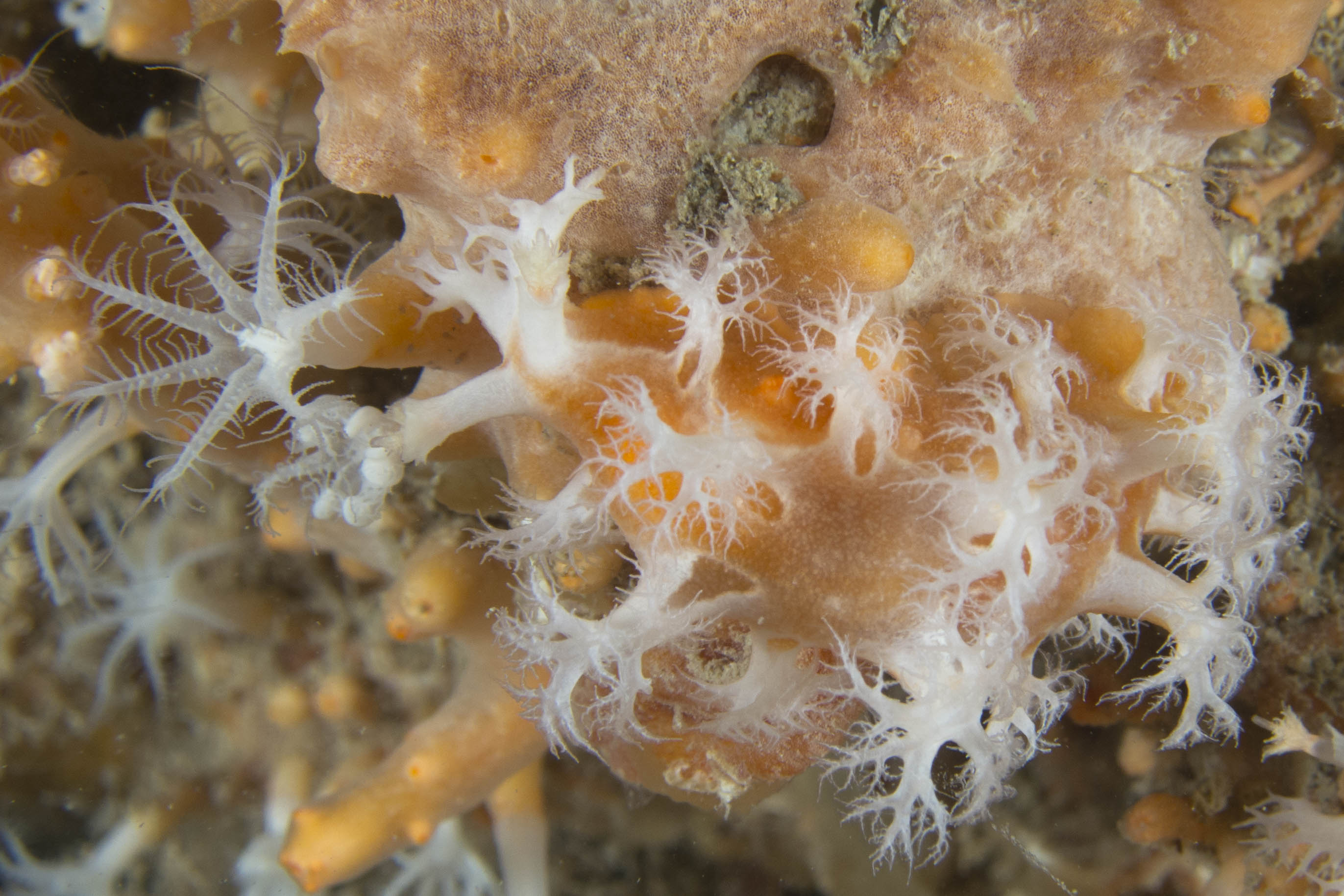
Esta especie no descrita de Tritonia imita a la especie de coral que es su presa. La foto muestra un pólipo del octocoral (izquierda) y las branquias del Tritonia

- Tritonia antarctica Pfeffer in Martens & Pfeffer, 1886 aceptada como Tritonia challengeriana Bergh, 1884
- Tritonia appendiculata Eliot, 1905 aceptada como Tritonia challengeriana Bergh, 1884
- Tritonia ascanii Møller, 1842 aceptada como Dendronotus frondosus (Ascanius, 1774)
- Tritonia atrofusca MacGillivray, 1843 aceptada como Tritonia hombergii Cuvier, 1803
- Tritonia aurantiaca (Barnard, 1927) aceptada como Tritonia plebeia Johnston, 1828
- Tritonia aurantiacum [sic] aceptada como Tritonia plebeia Johnston, 1828
- Tritonia blainvillea Risso, 1818 aceptada como Marionia blainvillea (Risso, 1818)
- Tritonia cincta Pruvot-Fol, 1937 aceptada como Tritoniopsis cincta (Pruvot-Fol, 1937)
- Tritonia conifera Dalyell, 1853 aceptada como Tritonia hombergii Cuvier, 1803
- Tritonia costae Vérany, 1846 aceptada como Marionia blainvillea (Risso, 1818)
- Tritonia cucullata Couthouy in Gould, 1852 aceptada como Marionia cucullata (Couthouy, 1852)
- Tritonia cyanobranchiata Rüppell & Leuckart, 1828 aceptada como Marionia cyanobranchiata (Rüppell & Leuckart, 1828)
- Tritonia decaphylla Cantraine, 1835 aceptada como Marionia blainvillea (Risso, 1818)
- Tritonia diomedea Bergh, 1894 aceptada como Tochuina tetraquetra (Pallas, 1788)
- Tritonia divaricata Dalyell, 1853 aceptada como Tritonia hombergii Cuvier, 1803
- Tritonia eriosi Ev. Marcus, 1983 aceptada como Tritonia odhneri Er. Marcus, 1959
- Tritonia felina Alder & Hancock, 1842 aceptada como Dendronotus frondosus (Ascanius, 1774)
- Tritonia gibbosa Risso, 1818 aceptada como Ancula gibbosa (Risso, 1818)
- Tritonia gigantea Bergh, 1904 aceptada como Tochuina gigantea (Bergh, 1904)
- Tritonia glama Rüppell & Leuckart, 1828 aceptada como Marionia glama (Rüppell & Leuckart, 1828)
- Tritonia hombergi [sic] aceptada como Tritonia hombergii Cuvier, 1803

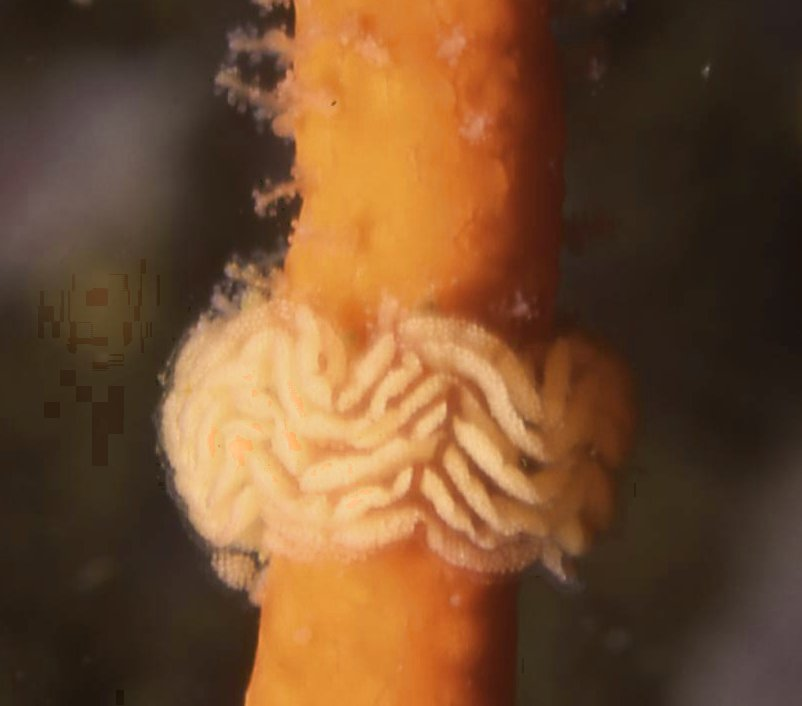
Puesta de huevos de T. nilsodhneri en una rama de gorgonia

- Tritonia lactea W. Thompson, 1840 aceptada como Dendronotus lacteus (W. Thompson, 1840)
- Tritonia meyeri Vérany, 1862 aceptada como Marionia blainvillea (Risso, 1818)
- Tritonia moesta Bergh, 1884 aceptada como Tritonia manicata Deshayes, 1853
- Tritonia papalotla Bertsch, Valdés & Gosliner, 2009 aceptada como Trivettea papalotla (Bertsch, Valdés & Gosliner, 2009)
- Tritonia pulchella Alder & Hancock, 1842 aceptada como Dendronotus frondosus (Ascanius, 1774)
- Tritonia pulchra Johnston, 1828 aceptada como Tritonia plebeia Johnston, 1828
- Tritonia pustulosa Deshayes, 1853 aceptada como Tritonia hombergii Cuvier, 1803
- Tritonia quadrilatera Schultz in Philippi, 1844 aceptada como Marionia blainvillea (Risso, 1818)
- Tritonia reticulata Bergh, 1882 aceptada como Tritonia festiva (Stearns, 1873)
- Tritonia reynoldsii Couthouy, 1838 aceptada como Dendronotus frondosus (Ascanius, 1774)
- Tritonia rubra Rüppell & Leuckart, 1828 aceptada como Marionia rubra (Rüppell & Leuckart, 1828)
- Tritonia tetraquetra (Pallas, 1788) aceptada como Tochuina tetraquetra (Pallas, 1788)
- Tritonia thethydea Delle Chiaje, 1841 aceptada como Marionia blainvillea (Risso, 1818)
- Tritonia varicosa Turton, 1825 aceptada como Nassarius pygmaeus (Lamarck, 1822)